# Trouble Brewing
Pour plus de détails, voir Fiche technique et Distribution.
Trouble Brewing est un film muet américain de comédie réalisé en 1924 par Larry Semon et James D. Davis dans lequel Oliver Hardy est un des interprètes.

## Fiche technique
- Titre : Trouble Brewing
- Réalisation : Larry Semon
- Scénario :  Larry Semon
- Producteur : Albert E. Smith
- Production : Vitagraph Company of America
- Pays de production :  États-Unis
- Durée :
- Format : Noir et blanc
- Langue : Muet
- Genre : Comédie
- Dates de sortie :
  - États-Unis : 1924

## Distribution
- Larry Semon : l'agent du gouvernement
- Carmelita Geraghty : la fille
- Oliver Hardy : le contrebandier  (comme Babe Hardy)
- William Hauber
- Al Thompson
- Pete Gordon